# Катастрофа CRJ-100 в Киншасе
Катастрофа CRJ100 в Киншасе произошла в Демократической Республике Конго. Во время посадки в аэропорту столицы страны Киншасы в сложных метеоусловиях потерпел крушение самолёт модели CRJ-100, принадлежащий авиакомпании Georgian Airways и управляемый грузинским экипажем. На борту воздушного судна находились 33 человека, среди которых были представители миссии Организации Объединённых Наций и миротворцы, направленные в ДРК с целью защиты мирного населения в условиях затяжной гражданской войны.

## Хронология событий
Как сообщило агентство «Рейтер», авиакатастрофа произошла около двух часов дня по местному времени (17:00 по московскому). Посадка проходила при сильном ливне и ветре и, судя по всему, экипаж самолёта не справился с управлением. В результате ошибки пилотирования в условиях резкого сдвига ветра самолёт при ударе о землю раскололся на две части и вспыхнул на взлётно-посадочной полосе. В результате катастрофы 32 человека погибли, 1 пассажир выжил.

## Расследование
Говоря о причинах трагедии, многие эксперты возлагают ответственность за неё, в том числе, на руководство авиакомпании, допустившее к выполнению полётов недостаточно подготовленный и опытный лётный экипаж, в результате чего сложные погодные условия в регионе (что само по себе редкостью не является) застали пилотов врасплох. Тем не менее, специалисты не склонны возлагать вину за катастрофу на экипаж, отмечая, при этом, халатность уполномоченных лиц, санкционировавших оперирование воздушного судна пилотами без соответствующего опыта лётной работы в сложных погодных условиях.
Выводы комиссии, расследовавшей авиапроисшествие:
«Наиболее вероятной причиной катастрофы явилось попадание самолёта в похожее на сильный микропорыв погодное явление на малой высоте в момент ухода на второй круг. Сильный вертикальный нисходящий поток (порыв) воздуха привёл к внезапному значительному изменению угла тангажа самолёта, что привело к резкой потере высоты. Вследствие малой высоты полёта, вывод самолёта из создавшегося положения был невозможен. Вероятность потери управляемости самолётом вследствие соматофавической иллюзии (потери пространственного положения) у экипажа комиссией отвергается, поскольку экипаж после принятия решения об уходе на второй круг перевёл самолёт в набор высоты, продолжавшийся 12 секунд, после чего самолёт резко перешёл на снижение без регистрации на бортовом самописце каких-либо соответствующих воздействий экипажа на органы управления.»
Сопутствующие причины:
1) неправильное решение экипажа продолжать заход на посадку при наличии очень сложных метеоусловий, которые они наблюдали на бортовом погодном радаре, что является основным сопутствующим фактором;
2) недостаточный контроль со стороны руководства авиакомпании за выполнением экипажем установленных правил полётов, включая правила обхода зон сложных метеоусловий и критериев стабилизированного захода на посадку;
3) несовершенство тренировочной программы авиакомпании по вводу в строй командиров ВС;
4) недостаточная эффективность контроля за деятельностью авиакомпании со стороны Департамента воздушного транспорта Грузии;
5) недостаток в а/п Нджили оборудования для определения и слежения за опасными погодными явлениями, вследствие чего экипаж не получил от службы движения предупреждения о их наличии;
6) служба движения не закрыла аэропорт, когда видимость стала ниже установленного минимума.
В особом мнении глава бюро по расследованию происшествий на воздушном и морском транспорте Грузии предлагает записать текст основной сопутствующей причины АП в следующей формулировке: «неправильное решение экипажа продолжать заход на посадку при наличии очень сложных метеоусловий, которые они наблюдали на бортовом погодном радаре, основанное на недостаточной и несвоевременной помощи службы УВД и службы сопровождения полётов миссии ООН».

## Погибшие пассажиры и члены экипажа
- Командир воздушного судна — Алексей Оганесян.
- Второй пилот — Сулико Цуцкиридзе.
- Бортпроводник — Гурам Кепуладзе.
- Авиатехник — Альберт Мануков.

| Гражданство         | Погибшие        | Погибшие        | Всего |
| Гражданство         | Пассажиры       | Экипаж          | Всего |
| ------------------- | --------------- | --------------- | ----- |
| Республика Конго    | 8               | 0               | 8     |
| Грузия              | 0               | 4               | 4     |
| ЮАР                 | 3               | 0               | 3     |
| Бельгия             | 2               | 0               | 2     |
| Бангладеш           | 2               | 0               | 2     |
| Гана                | 1               | 0               | 1     |
| Бенин               | 1               | 0               | 1     |
| Кот-д’Ивуар         | 1               | 0               | 1     |
| Мали                | 1               | 0               | 1     |
| Мавритания          | 1               | 0               | 1     |
| Сан-Томе и Принсипи | 1               | 0               | 1     |
| Неизвестные         | 7               | 0               | 7     |
| Всего погибших:     | Всего погибших: | Всего погибших: | 32    |